# Hohenberg an der Eger
Hohenberg an der Eger este un oraș din districtul Wunsiedel, regiunea administrativă Franconia Superioară, landul Bavaria, Germania. 

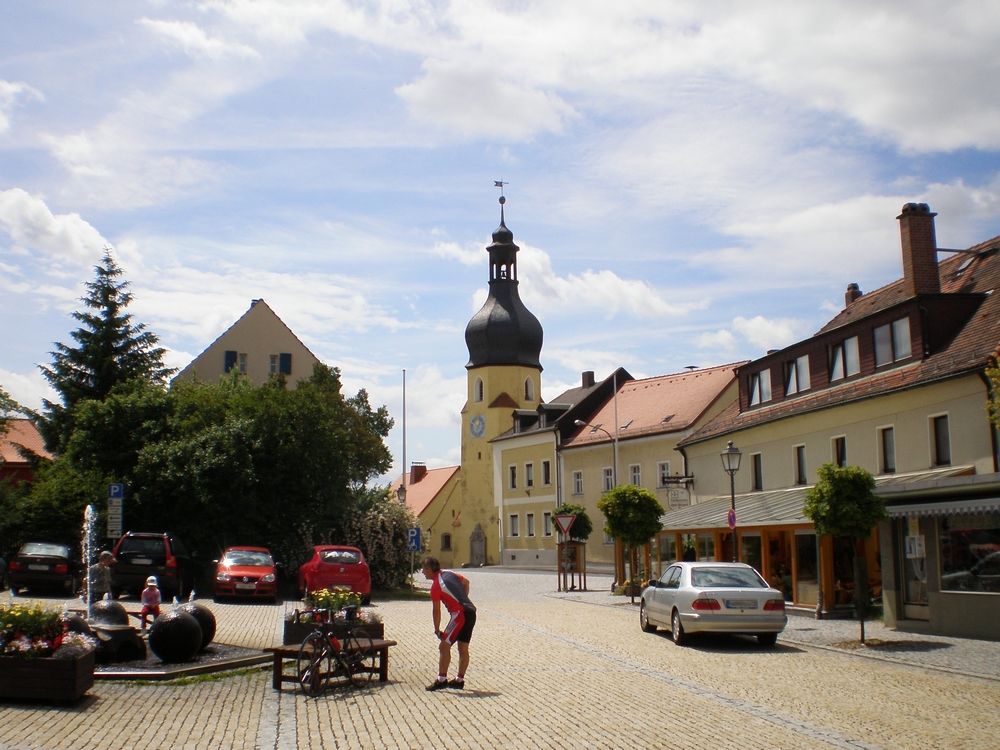
Hohenberg an der Eger